# Боню Пиронков
Боню Стоев Пиронков е български офицер, генерал-лейтенант, командир на Пета пехотна дунавска дивизия по време на Втората световна война.

## Биография
Боню Стоев Пиронков е роден в с. Бабек, Пловдивско, през 1897 година. Завършва Първа мъжка гимназия в Пловдив (1915) и Военното училище в София (1917). На 1 август е произведенв чин подпоручик и като артилерист заминава на фронта. След примирието попада в зоната на заложниците. Заедно с други млади офицери успява да избяга и се завръща в родината. След края на войната на 3 юни 1919 г. е произведен в чин поручик.
Мирновременната му служба преминава през различни артилерийски части и гарнизони.
Служи в 12-и артилерийски полк и 10-и артилерийски полк. През 1923 г. е назначен на служба в 4-та жандармерийска конна група, на 1 април 1927 г. е произведен в чин капитан, след което от 1928 г. е командир на батарея от конното артилерийско отделение През 1930 г. е назначен на служба към ШРБЕК, след което през 1933 и 1934 г. е назначен за командир на батарея в Артилерийската школа. От 1935 г. е домакин на 2-ро конно артилерийско отделение (конната артилерия в Нова Загора), като на 6 май 1935 г. е произведен в чин майор, а от 6 май 1939 г. е подполковник.
През 1941 г. е назначен за командир на 6-и дивизионен артилерийски полк в Сливен, а на 3 октомври 1942 г. е произведен в чин полковник. На 14 септември 1944 г. е назначен за командир на Пета пехотна дунавска дивизия. На 10 ноември 1944 г. е произведен в чин генерал-майор.
През октомври 1944 г. Пета пехотна дунавска дивизия взема участие в т. нар. Брегалнишко-Струмишка операция, която цели с цел осигуряване на левия фланг на Първа българска армия и да се прекъснат пътищата за отстъпление на 300 000 германски войници от състава на група армии „Е“. На 4 ноември в боевете край Щип, полковник Боню Пиронков е ранен тежко и откаран със самолет във Военна болница, която по това време се намира в Банкя. Въпреки усилията на лекарите, на 17 ноември 1944 г. командирът на Пета пехотна дунавска дивизия умира. На 30 декември 1944 г. посмъртно е произведен в чин генерал-лейтенант.

## Военни звания
- Подпоручик (1 август 1917)
- Поручик (30 юни 1919)
- Капитан (1 април 1927)
- Майор (6 май 1935)
- Подполковник (6 май 1939)
- Полковник (3 октомври 1942)
- Генерал-майор (10 ноември 1944)
- Генерал-лейтенант (30 декември 1944), посмъртно